# Дике полювання короля Стаха (фільм)
«Дике полювання короля Стаха» (рос. «Дикая охота короля Стаха») — білоруський радянський художній фільм 1979 року режисера Валерія Рубінчика за мотивами однойменної повісті Володимира Короткевича.

## Сюжет
1900 рік. На білоруське Полісся приїхав молодий учений-етнограф Андрій Білорецький щоб вивчати народні перекази. Він оселився в невеликому маєтку Болотні ялини, господиня якого Надія Яновська — остання представниця старовинного дворянського роду.
У маєтку проходить бал. Серед гостей — пан Дуботовк, опікун Надії Яновської. Він подарував їй велику картину з зображенням її родоначальника, і сукні. На балу відбувається конфлікт між Алесем Вороною і Андрієм Білорецьким, але їх розбороняє Дуботовк і Надія. Дуботовк запрошує Андрія у свій маєток.
Наступного дня Білорецький дізнається про Маленьку Людину і Блакитну Жінку, а також керуючий розповідає йому легенду про дике полювання короля Стаха...

## У ролях
- Борис Плотников
- Олена Димитрова
- Альберт Філозов
- Роман Філіппов
- Борис Хмельницький
- Валентина Шендрікова
- Олександр Харитонов
- Ігор Клас
- Володимир Федоров
- Марія Капніст
- Віктор Іллічов
- Юрій Дубровін
- Борис Романов

## Творча група
- Сценарій: Володимир Короткевич, Валерій Рубинчик
- Режисер: Валерій Рубинчик
- Оператор: Тетяна Логінова
- Композитор: Євген Глібов